# Darren Jackson
Darren Jackson (n. Edimburgo, Escocia, 25 de julio de 1966) es un exfutbolista escocés, que jugaba de delantero y militó en diversos clubes de Escocia e Inglaterra.

## Selección nacional
Con la Selección de fútbol de Escocia, disputó 28 partidos internacionales y anotó solo 4 goles. Incluso participó con la selección escocesa, en una sola edición de la Copa Mundial. La única participación de Jackson en un mundial, fue en  la edición de Francia 1998. donde su selección quedó eliminado, en la primera fase de la cita de Francia.

### Participaciones en Copas del Mundo
| Mundial                        | Sede    | Resultado    |
| ------------------------------ | ------- | ------------ |
| Copa Mundial de Fútbol de 1998 | Francia | Primera Fase |

## Clubes
| Club               | País       | Año         |
| ------------------ | ---------- | ----------- |
| Meadowbank Thistle | Escocia    | 1985 - 1986 |
| Newcastle United   | Inglaterra | 1986 - 1988 |
| Dundee United      | Escocia    | 1988 - 1992 |
| Hibernian          | Escocia    | 1992 - 1997 |
| Celtic             | Escocia    | 1997 - 1998 |
| Coventry City      | Inglaterra | 1998 - 1999 |
| Hearts             | Escocia    | 1999 - 2001 |
| Livingston         | Escocia    | 2001        |
| St. Johnstone      | Escocia    | 2001 - 2002 |
| Clydebank          | Escocia    | 2002        |